# Jüdischer Friedhof Gelnhausen
Der Jüdische Friedhof Gelnhausen in Gelnhausen im Main-Kinzig-Kreis in Hessen liegt südwestlich der Kernstadt.

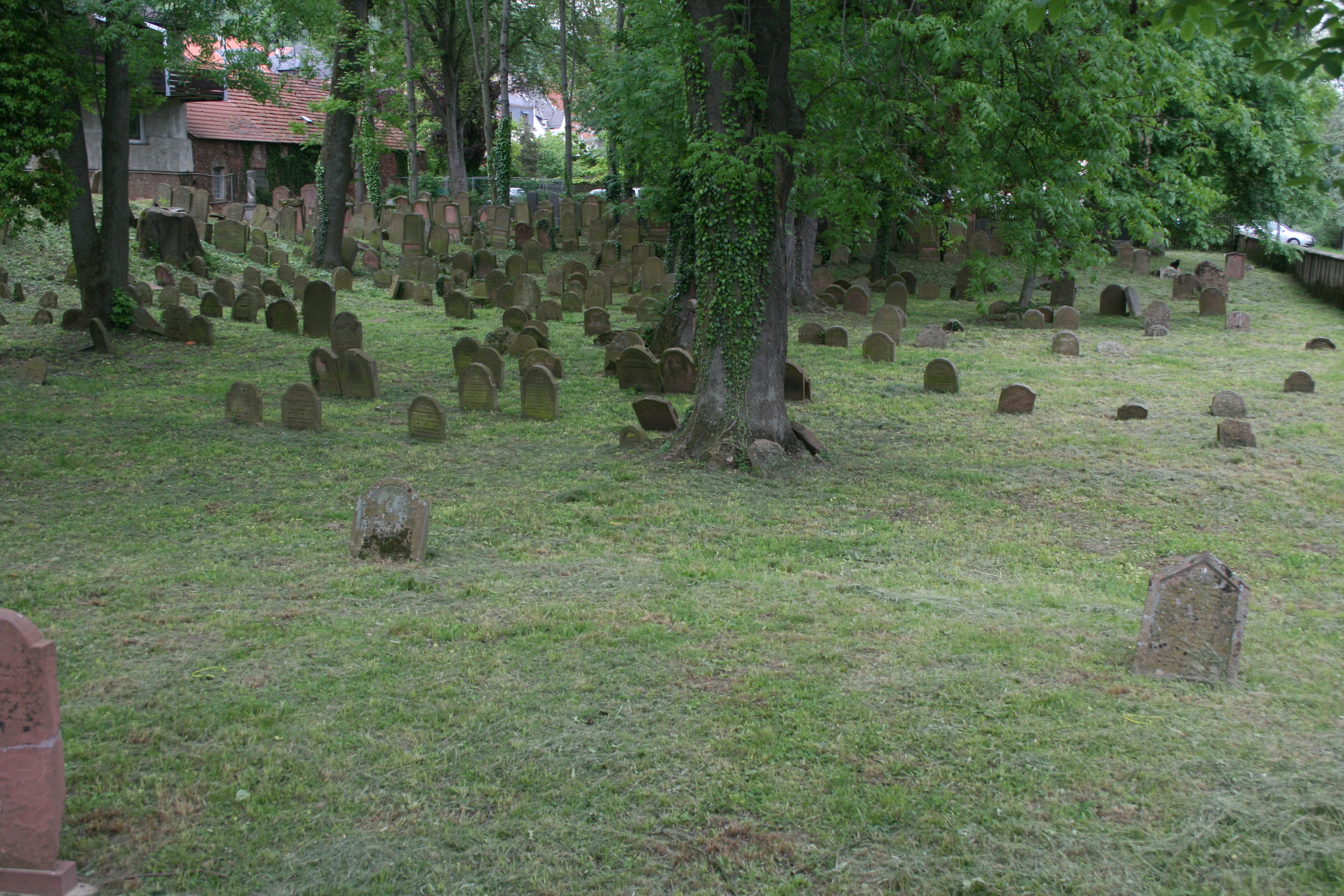
Jüdischer Friedhof Gelnhausen, Ansicht von Südosten.

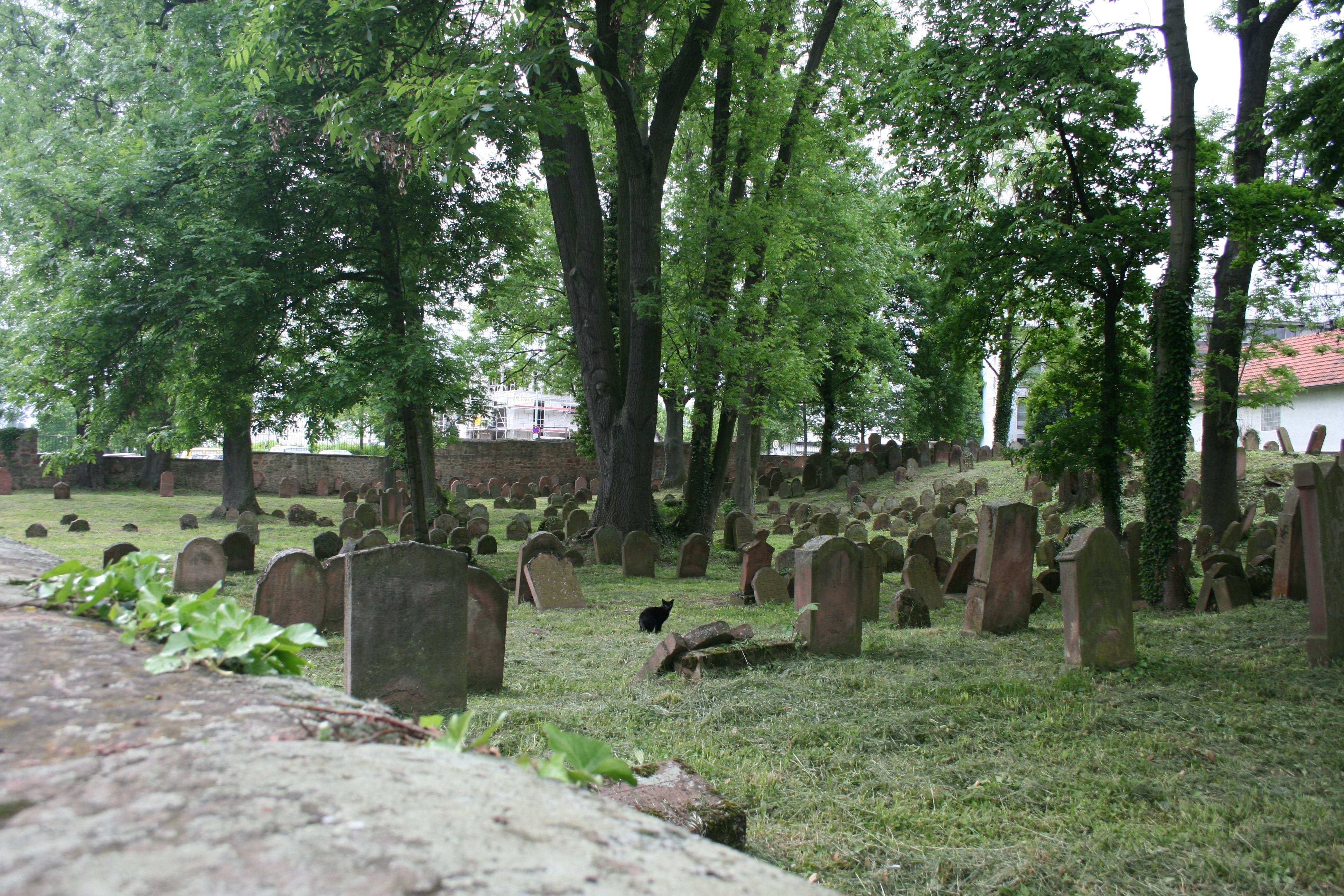
Ansicht von Südwesten.

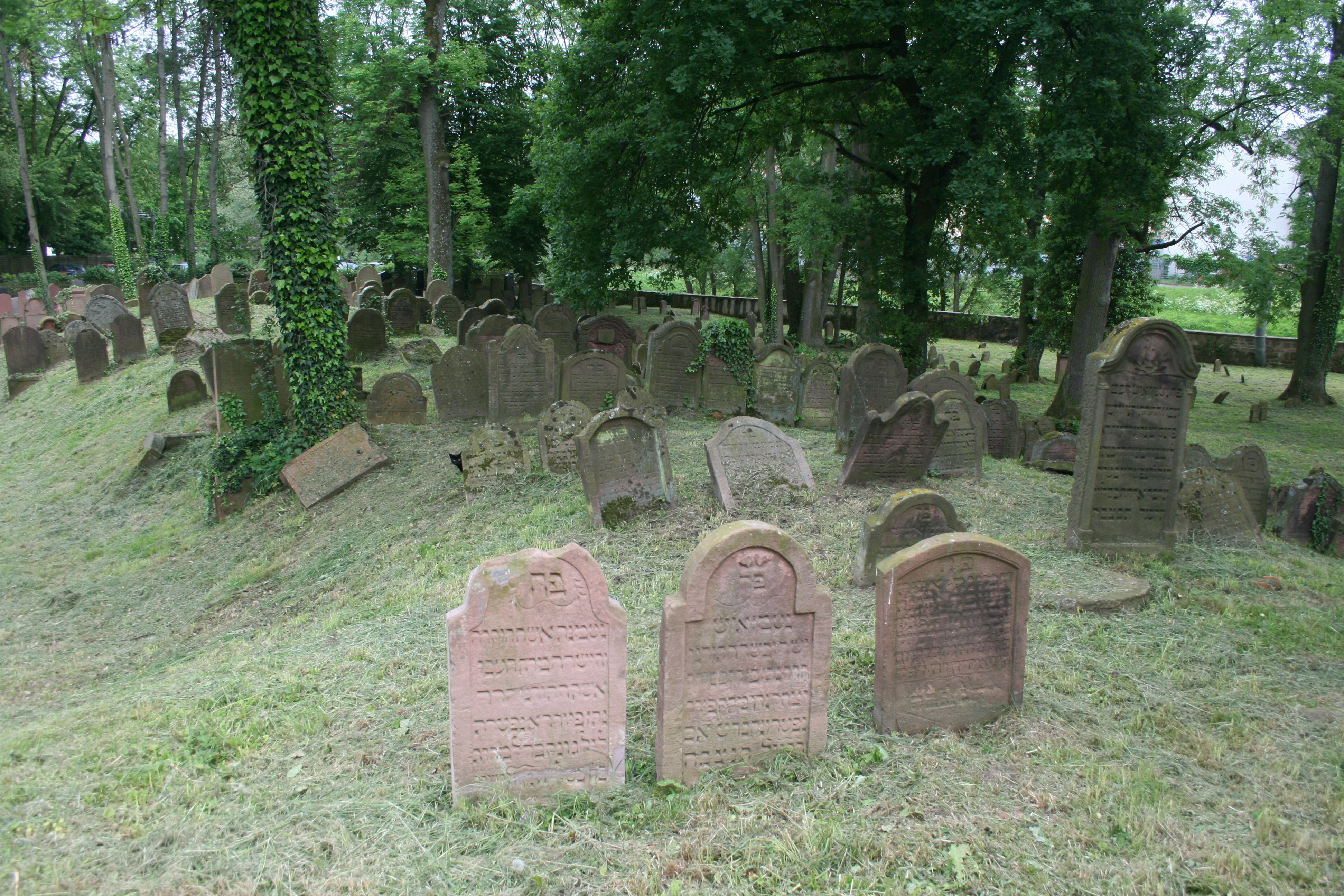
Wallförmig erhöhter Teil im Norden nahe dem Schifftor.

## Lage
Der Friedhof befindet sich außerhalb des zweiten Mauerrings der Stadt südöstlich des Schifftores nördlich der Straße Am Escher und nahe der Kinzig. Auf dem Escher oder Äscher (heute Schifftorstraße ohne Nr., Flur An der Bleiche) fanden im Mittelalter Hinrichtungen und Hexenverbrennungen statt, der Name leitet sich von Asche ab. 1349, während der Judenverfolgungen zur Zeit des Schwarzen Todes, wurden hier alle Juden der Stadt zusammengetrieben und verbrannt, sie waren vermutlich der Brunnenvergiftung beschuldigt und für die Seuche verantwortlich gemacht worden.

## Geschichte
Der Friedhof wurde vermutlich im späten Mittelalter angelegt. Die ältesten datierbaren Grabsteine stammen aus dem 15. Jahrhundert, nach anderen Angaben aus dem Jahr 1616. Viele der älteren Steine sind eingesunken oder deren Inschrift verwittert. Erhaltene und gut lesbare Inschriften liegen ab der Mitte des 18. Jahrhunderts vor.
Die letzte Beisetzung fand am 10. März 1938 statt. Ende des Jahres lebten keine Juden mehr in Gelnhausen, während der Novemberpogrome 1938 richtete sich der antisemitische Hass gegen den Friedhof, auf dem Berichten zufolge einige Grabsteine umgeworfen wurden.

## Anlage
Der Friedhof nimmt eine Fläche von 3353 m² ein. Unter zahlreichen hohen Bäumen befindet sich heute eine sehr dichte Ansammlung von einigen hundert Grabsteinen, größtenteils aus Sandstein, häufig sind sie barock dekoriert. Der straßenseitige, zum Schifftor gelegene Teil liegt deutlich höher, was entweder auf frühere Anlagen der Stadtbefestigung oder eine Doppelbelegung hinweist. Um den Friedhof verläuft eine Sandsteinmauer mit giebelförmigem Abschluss. Ein zugesetztes Tor an der Südseite trägt im Sturz die Jahreszahl 1825.